# Grand Prix automobile de Monaco 1952
Résultats du Grand Prix de Monaco 1952, couru sur le circuit de Monaco le 2 juin 1952. Il s'agissait d'une course hors-championnat réservée aux voitures de la catégorie « sport » et non aux monoplaces.

## Coureurs inscrits
| no  | Pilote                              | Écurie             | Châssis                     |
| --- | ----------------------------------- | ------------------ | --------------------------- |
| 52  | Juan Jover                          | Pegaso             | Pegaso z-102                |
| 54  | Joaquin Palacio Pover               | Pegaso             | Pegaso z-102                |
| 56  | Robert Manzon                       | Équipe Gordini     | Gordini T15S                |
| 58  | Jean Lucas                          | Luigi Chinetti     | Ferrari 225 S               |
| 60  | Pierre Boncompagni                  | Privé              | Ferrari 225 S               |
| 62  | René Cotton                         | Privé              | Delahaye 135S               |
| 64  | Louis Rosier Maurice Trintignant    | Privé              | Talbot-Lago T26GS           |
| 66  | Louis Rosier Maurice Trintignant    | Privé              | Talbot-Lago T26GS           |
| 68  | Pierre Levegh                       | Privé              | Talbot-Lago T26GS           |
| 70  | Pierre Meyrat                       | Privé              | Talbot-Lago T26GS           |
| 72  | Reg Parnell                         | Aston Martin       | Aston Martin DB3            |
| 74  | Peter Collins                       | Aston Martin       | Aston Martin DB3            |
| 76  | Lance Macklin                       | Aston Martin       | Aston Martin DB3            |
| 78  | Stirling Moss                       | Jaguar Cars        | Jaguar C-Type               |
| 80  | Leslie Johnson                      |                    | Jaguar C-Type               |
| 82  | Tommy Wisdom                        | Privé              | Jaguar C-Type               |
| 84  | Anthony Hume                        | Archie Bride       | Allard J2X                  |
| 86  | Francesco Buonaccorsi               |                    | Ferrari 166MM/Ferrari 225 S |
| 88  | Giovanni Bracco                     | Scuderia Guastella | Ferrari 225 S               |
| 90  | Antonio Stagnoli Clemente Biondetti | Scuderia Guastella | Ferrari 225 S               |
| 92  | Eugenio Castellotti                 | Scuderia Guastella | Ferrari 225 S               |
| 94  | Vittorio Marzotto                   | Scuderia Marzotto  | Ferrari 225 S               |
| 96  | Piero Carini                        | Scuderia Marzotto  | Ferrari 340 America         |
| 98  | André Simon                         |                    | Ferrari 225 S               |
| 100 | Fernando Mascarenhas                | Privé              | Allard J2X                  |

## Résultats de la course
| Pos  | N°  | Pilote                              | Constructeur | Tours | Temps/Abandon     | Grille |
| ---- | --- | ----------------------------------- | ------------ | ----- | ----------------- | ------ |
| 1    | 94  | Vittorio Marzotto                   | Ferrari      | 100   | 3 h 21 min 28 s 4 | 11     |
| 2    | 92  | Eugenio Castellotti                 | Ferrari      | 100   | +15 s 5           | 10     |
| 3    | 90  | Antonio Stagnoli Clemente Biondetti | Ferrari      | 98    | +2 tours          | 3      |
| 4    | 58  | Jean Lucas                          | Ferrari      | 96    | +4 tours          | 15     |
| 5    | 60  | Pierre Boncompagni                  | Ferrari      | 95    | +5 tours          | 8      |
| 6    | 82  | Tommy Wisdom                        | Jaguar       | 95    | +5 tours          | 16     |
| 7    | 74  | Peter Collins                       | Aston Martin | 92    | +8 tours          | 12     |
| 8    | 62  | René Cotton                         | Delahaye     | 85    | +15 tours         | 18     |
| Abd. | 76  | Lance Macklin                       | Aston Martin | 73    | Moteur            | 6      |
| Abd. | 100 | Fernando Mascarenhas                | Allard       | 64    | Réservoir percé   | 17     |
| Abd. | 78  | Stirling Moss                       | Jaguar       | 46    | Accident          | 2      |
| Abd. | 64  | Louis Rosier Maurice Trintignant    | Talbot-Lago  | 37    |                   | 7      |
| Abd. | 96  | Piero Carini                        | Ferrari      | 37    | Accident          | 13     |
| Abd. | 56  | Robert Manzon                       | Gordini      | 24    | Accident          | 5      |
| Abd. | 84  | Anthony Hume                        | Allard       | 22    | Accident          | 14     |
| Abd. | 72  | Reg Parnell                         | Aston Martin | 18    | Engine            | 4      |
| Abd. | 88  | Giovanni Bracco                     | Ferrari      | 8     | Freins            | 9      |
| Abd. | 68  | Pierre Levegh                       | Talbot-Lago  | 5     | Arbre à cames     | 1      |
| Np.  | 54  | Joaquin Palacio Pover               | Pegaso       |       | Non partant       |        |
| Nq.  | 52  | Juan Jover                          | Pegaso       |       | Non qualifié      |        |

Légende :
- Abd.= Abandon

## Pole position et record du tour
- Pole position : Pierre Levegh en 2 min 00 s 2
- Tour le plus rapide : Antonio Stagnoli en 1 min 56 s 4.

## À noter
- Voitures copilotées : 
  - no 64 : Louis Rosier et Maurice Trintignant
  - no 90 : Antonio Stagnoli et Clemente Biondetti
- Lors des essais, Luigi Fagioli est gravement accidenté dans le tunnel au volant d'une Lancia Aurelia B20 (no 42). Il meurt des suites de ses blessures dix-huit jours plus tard[1].